# Éric Fouache
 (novembre 2018).
 (juillet 2018).
Éric Fouache, né le 24 janvier 1965 au Havre (Seine-Maritime), est un géographe français, professeur à Sorbonne Université, spécialisé en géoarchéologie, en particulier sur les régions de Méditerranée orientale, les Balkans, le Moyen-Orient et l’Asie centrale. Ses missions à l’étranger sont soutenues par Sorbonne Université, Sorbonne Université Abou Dabi, l’École française d'Athènes, le CNRS et la Commission consultative des recherches archéologiques à l’étranger.

## Carrière
Après des études secondaires au Havre et des classes préparatoires au lycée Jeanne-d'Arc à Rouen et au lycée Condorcet à Paris, il est admis à l’École normale supérieure de Fontenay-Saint-Cloud en 1986. En 1990 il est volontaire du service national au titre de la coopération en poste à Istanbul. En 1992, il devient allocataire-moniteur normalien en géographie à l’université Paris-Sorbonne. En 1995, il y est élu maitre de conférences en géographie physique. Il est simultanément élu directeur d’études à l’IUFM de Paris jusqu'en 1997, puis directeur de l’équipe d'accueil "DEPAM". En 2002, il est élu professeur en géographie physique et environnement à l’Université Paris-Est-Créteil-Val-de-Marne, ainsi que directeur de l’équipe de recherche GEONAT. En 2008, il est élu professeur en géographie physique et géoarchéologie à l’université Paris-Nanterre. En 2011, il est élu professeur de géographie physique à Sorbonne Université. En parallèle, il est nommé membre junior de l’Institut universitaire de France de 1998 à 2003, puis membre senior sur une chaire de géoarchéologie depuis 2009.

### Vice-chancelier de l’université Sorbonne Abou Dabi
Depuis 2012, Éric Fouache est vice-chancelier de l’université Sorbonne Abou Dabi,,,,. Résidant à Abou Dabi, il y exerce, au nom du chancelier en titre de l’Université — le Président de Sorbonne Université — et sous l’autorité du conseil d’administration franco-émirien de l’établissement, les fonctions de directeur exécutif de l’établissement, qui est une université de droit émirien, lequel délivre des diplômes français, également accrédités aux Émirats arabes unis.

### Autres activités
En 2016, la Cour internationale de justice à La Haye l'institue expert dans le cadre de l’affaire opposant le Costa Rica au Nicaragua dans la délimitation maritime dans la mer des Caraïbes et l’océan Pacifique. Le jugement de la cour est rendu le 2 février 2018.
De 2013 à 2017, Éric Fouache est président de l’Association internationale des géomorphologues, après avoir été vice-président (2009-2013) et président du Groupe français de géomorphologie, et directeur de publication de la revue Géomorphologie : relief, processus, environnement de 2004 à 2009. De 2011 à 2014 il est membre du Conseil scientifique de l’Institut français d'archéologie orientale du Caire.

## Distinctions
- Prix Roger-Coque 2000 de la Société de géographie de Paris pour L’Alluvionnement historique en Grèce Occidentale et au Péloponnèse [11]
- Prix Eugène-Gallois 2007 de la Société de géographie de Paris pour 10 000 Ans d’évolution des paysages en Adriatique et en Méditerranée Orientale [12]
- Professeur honoris causa de l’université de Bucarest (Roumanie) en 2012
- Chevalier de l'ordre des Palmes académiques (promotion du 14 juillet 2015)

## Publications

### Monographies
- L'Alluvionnement historique en Grèce occidentale et au Péloponnèse : Géomorphologie, archéologie, histoire, Athènes, École française d'Athènes, coll. « Supplément au Bulletin de Correspondance Hellénique » (no 33), 1999 (ISBN 2-86958-180-7). Texte remanié de sa thèse soutenue en 1994.
- 10000 ans d'évolution des paysages en Adriatique et en Méditerranée orientale : Géomorphologie, paléoenvironnements, histoire, Lyon, Maison de l'Orient et de la Méditerranée, 2007, 223 p. (ISBN 978-2-903264-68-0 et 2-903264-68-6). Texte remanié de son mémoire d'habilitation à diriger des recherches soutenu en 2001.

### Coordination d'ouvrages
- The Mediterranean world, environment and history : Environmental dynamics and history in Mediterranean areas / IAG Working group on geo-archaeology symposium proceedings, Paris, Université de Paris-Sorbonne, 24-26 avril 2002  (trad. de l'anglais), Paris, Elsevier, 2003, 484 p. (ISBN 2-84299-452-3).
- (en) Sea level changes in eastern Mediterranean during Holocene : indicators and human impacts  (dir. avec Kosmos Pavlopoulos), Berlin, Gebrüder Borntraeger, coll. « Zeitschrift für Geomorphologie Supplementband » (no 137), 2005 (BNF 40017354).
- (en) Quaternary International  (dir. avec Kosmos Pavlopoulos et Stathis Stiros), vol. 216, no 1-2 : Landscape Evolution and Geoarcheology, 2010 (ISSN 1040-6182), p. 1-162.